# Jelonki (Opole)
Pour les articles homonymes, voir Jelonki.
Jelonki est une localité polonaise de la gmina de Rudniki, située dans le powiat d'Olesno en voïvodie d'Opole.